# Dwoiśniak

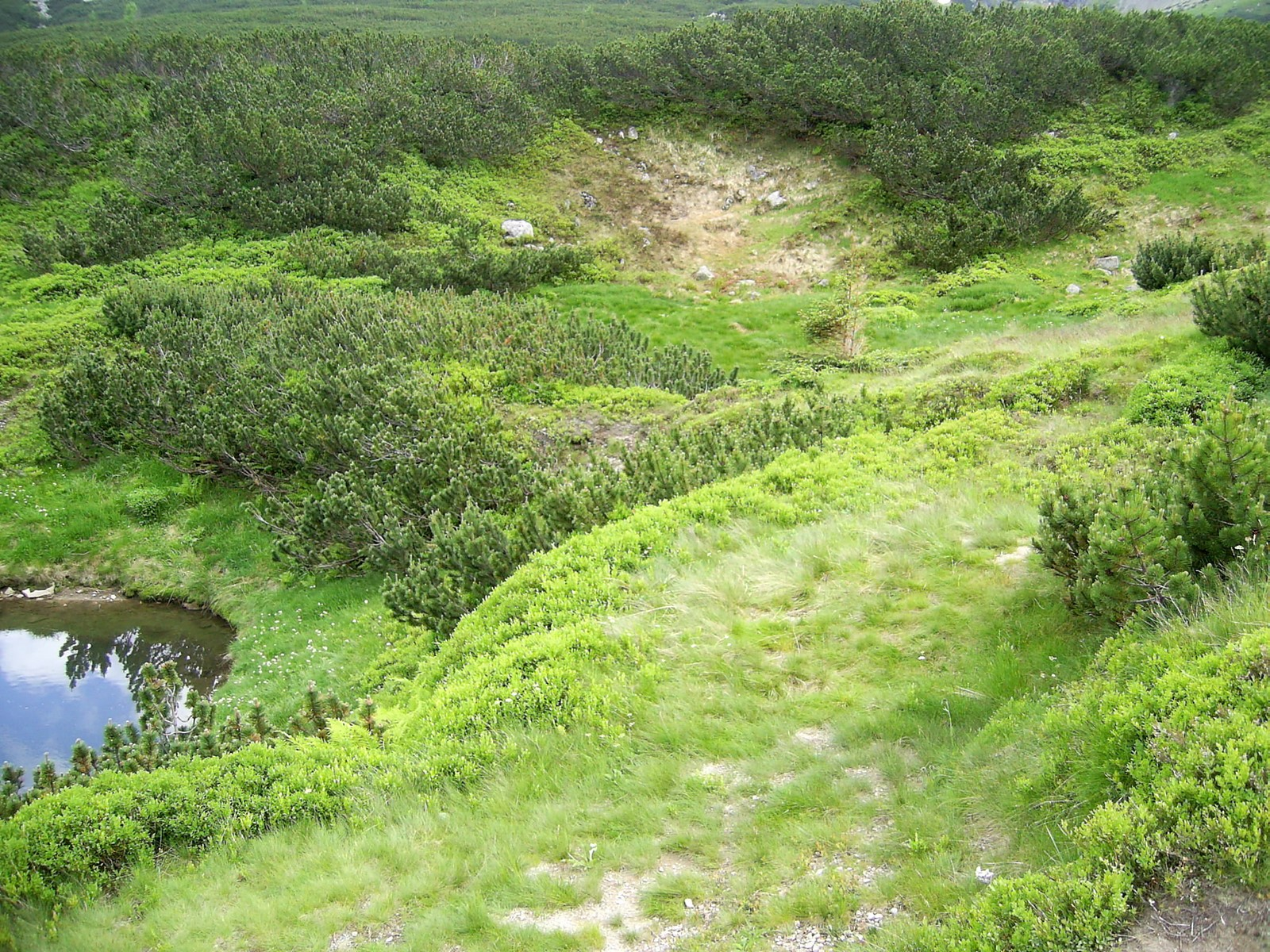
Po prawej wyschnięty dziś Dwoiśniak Wyżni, po lewej Dwoiśniak Niżni

Dwoiśniak – dwa niewielkie stawki (dziś jeden wyschnięty) w Dolinie Zielonej Gąsienicowej w Tatrach. Znajdują się one na Roztoce Stawiańskiej, w odległości ok. 1 km od schroniska „Murowaniec”, tuż poniżej dolnej stacji kolejki krzesełkowej na Kasprowy Wierch. Należą do grupy Gąsienicowych Stawów.
W literaturze tatrzańskiej Dwoiśniak jest opisywany jako dwa niewielkie stawki o następujących danych liczbowych:
- Dwoiśniak Wyżni (południowy). Jest położony na wysokości 1590 m n.p.m., ma powierzchnię 0,003 ha i głębokość 0,2 m.
- Dwoiśniak Niżni (północny). Jest położony na wysokości 1588,2 m n.p.m., ma powierzchnię 0,015 ha i głębokość 2,8 m[2].

Sytuacja dzisiaj jest nieco inna. Dwoiśniak Niżni jest powoli zasypywany materiałem nanoszonym przez deszcze, jednak nadal jest jeziorem stałym i nie wysycha nawet w czasie suszy. Na zdjęciu satelitarnym z 2004 r. ma on powierzchnię 0,007 ha. Dwoiśniak Wyżni jest obecnie zarośnięty trawą i całkowicie wyschnięty. Przyczyn jego zniknięcia można dopatrywać się w działalności człowieka, co opisał profesor Marian Gieysztor w czasopiśmie „Chrońmy Przyrodę Ojczystą” w 1952 r.: „[W czasie budowy] największej nartostrady w Tatrach, prowadzącej z Kasprowego Wierchu przez Halę Goryczkową i Halę Kopieniec do Jaszczurówki [...] zniszczone zostało m.in. otoczenie dwu małych stawków zwanych Dwoiśniakami, szkody powstały również w obrębie samych stawków przez spuszczenie wody ze stawku górnego.”
W rejonie tym odbywa gody żaba trawna i żyją tu traszki: górska i karpacka. W Dwoiśniaku występuje też bardzo ciekawa fauna bezkręgowców. Żyje tutaj nigdzie poza tym niespotykany gatunek widłonoga (endemit tatrzański) Diaptamus tatricus. Niektóre występujące tutaj bezkręgowce osiągają w Dwoiśniaku maksimum wysokościowe swojego zasięgu.
Niedaleko tych stawków, ale po przeciwnej, północnej stronie ścieżki i wyżej (1620 m n.p.m.), znajdował się jeszcze jeden mały stawek, dziś także wyschnięty – Samotniak.

## Szlaki turystyczne
tuż obok Dwoiśniaka prowadzi żółty szlak od schroniska „Murowaniec” na Kasprowy Wierch. Znajduje się on po południowo-wschodniej stronie ścieżki. Czas przejścia: 1:25 h, ↓ 1:05 h.